# 今川仲秋
今川 仲秋（いまがわ なかあき）は、南北朝時代後期から室町時代前期の武将、守護大名。室町幕府侍所頭人、遠江・尾張守護。今川氏の分家・遠江今川氏の第2代当主。初名は国泰（くにやす）、後に頼泰（よりやす）、仲秋と名乗る。法名は仲高（ちゅうこう）。父は今川範国、兄に範氏、貞世（了俊）、氏兼。子に貞秋（さだあき）、氏秋（うじあき）、直秋（なおあき）、国秋（くにあき）。官位は中務少輔、右衛門佐。
正平23年/応安元年（1368年）に次兄了俊の後任として侍所頭人兼山城守護に就任。続く建徳2年/応安4年（1371年）には九州探題に就任した兄に従い長門から九州肥前に下向、翌文中元年/応安5年（1372年）2月に肥前に攻めてきた菊池武政を破って筑前に上陸していた兄の軍勢と合流、大宰府を落とした。以後は兄の代官として肥前に赴き、松浦党の結集と南朝勢力の駆逐に務めた。
元中3年/至徳3年（1386年）頃に帰京、元中5年/嘉慶2年（1388年）に遠江守護に任命、翌年の3代将軍足利義満の厳島神社参詣に同行、明徳4年（1393年）に尾張守護を務め、応永2年（1395年）の義満の出家にならい出家、同年に九州探題を解任された兄と遠江を半国守護として共同統治、後年は兄の養子となった。遠江今川氏当主となるも実権は兄にあったとされるが、甥で了俊の子貞臣の後見役として貞臣を養育している。但し、遠江はもう1人の甥泰範に取り上げられている。
在任中は目立った記録はないものの、堅実な中継ぎという評価がある。応永19年（1412年）、了俊の今川状は仲秋に与えられ、以後治世の教訓、手本となり継承されていく。
肥前に残された末子の国秋（くにあき、母は九州千葉氏）は、肥前佐嘉郡を幕府より与えられ、肥前今川家（今川佐賀家）の祖となった。